# 準天頂衛星

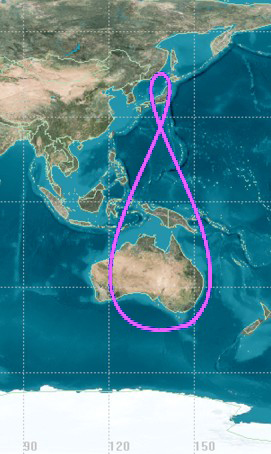
日本上空を通る準天頂軌道（非対称8の字軌道）

準天頂衛星（じゅんてんちょうえいせい、quasi-zenith satellites, QZS）は、準天頂軌道（じゅんてんちょうきどう、quasi-zenith orbit）、すなわち特定の一地域の上空に長時間とどまる軌道をとる人工衛星。通常は複数の準天頂衛星が見かけの同一軌道上を周回する一組の衛星コンステレーションを構成して運用する。
準天頂軌道は、公転周期が惑星の自転周期（地球なら23時間56分）と等しくなる対地同期軌道に、適切な軌道傾斜角と軌道離心率を持たせることによりもたらされる。

## 軌道力学

自転する地球の日本上空(小ループ部)に、3機の衛星が交代で滞在

同じ対地同期軌道の衛星で、離心率、軌道傾斜角とも0の静止軌道衛星は、地表から静止して見えるため、衛星サービス提供に適している。しかし、衛星位置は高緯度地域ほど地平線に近づき、地形や建造物に遮蔽されるリスクが高まる。
一方、高い軌道傾斜角を持つ衛星は、地表から見て毎日南北に1往復する軌道を飛び、高緯度地域の天頂付近に一定時間滞在できる。このため、高緯度に飛来する間に衛星サービスを提供するのに適する。
ただし南北往復といっても、同経度ではなく東西に振れ、地表から見て8の字軌道を描く。低緯度では地表が衛星を追い抜き、高緯度では逆となるためで、「8の字衛星」とも呼ばれる。
日本で運用されている人工衛星「みちびき」の軌道の進行方向は宇宙から地表を見る向き（地図上）なら、8の字軌道の上の円は右回転（時計回り）で、下の円は左回り（反時計周り）となる。

### 非対称化
軌道傾斜角が高く往復距離が長いほど、目的である高緯度地点の滞在時間は短くなる。そこで、軌道の離心率を上げて目標付近を遠地点とすれば、滞在時間を長く出来る。この場合、8の字軌道はループ径に差が生まれ、非対称8の字軌道と呼ばれる。さらに離心率を上げると片方のループがなくなり、涙型軌道となる。
しかし、離心率を上げると高緯度地点の衛星高度も上がり、通信距離拡大による衛星サービス品質低下のおそれが強まる。
また、反対側の半球の高緯度では上空に近地点があるにもかかわらず滞在時間が縮まるので、他の地域でも利用するつもりなら離心率は大きくしすぎないほうがいい。
このことから日本の準天頂衛星システム計画では、軌道傾斜角45度、軌道離心率0.1の非対称8の字が選定されている。

### 他の軌道との比較
準天頂軌道と同じく中高緯度での利便性を考慮した人工衛星の軌道には、モルニヤ軌道とツンドラ軌道がある。

緑-準天頂軌道　水色-モルニヤ軌道　赤-ツンドラ軌道　青-地球

|            | 準天頂軌道   | モルニヤ軌道 | ツンドラ軌道 | 静止軌道     |
| ---------- | ------------ | ------------ | ------------ | ------------ |
| 軌道の形状 | 楕円軌道     | 長楕円軌道   | 長楕円軌道   | 円軌道       |
| 軌道周期   | 約23時間56分 | 約11時間58分 | 約23時間56分 | 約23時間56分 |

## 衛星コンステレーション
準天頂衛星が高緯度上空で滞空できるのは公転周期の内の一部にすぎないので、3機程度の衛星を軌道上に配置しておき、常に1機が上空に現れるようにしている。準天頂衛星システムの各衛星の軌道は、同じ軌道形状で、昇交点赤経のみ等角度（3機なら120度）に位相をずらしている。地表から見ると同じ軌道を通っているように見えるが、絶対空間に対しては異なる軌道を通っている。
準天頂衛星システムの衛星数は、多ければそれだけコスト高になるが、少なければ衛星の仰角が低くなってしまう。日本の準天頂衛星システムの運用を考えれば、マスク角20度（最低仰角70度）とすると、必要な衛星は3機となりほとんどの時間は80度以上の仰角を確保できるが、これを静止衛星1機で行う場合、衛星の仰角は北緯35度の東京で55度、北緯20度の沖ノ鳥島でようやく70度となってしまう。

## 準天頂衛星システム
日本で受信可能な特定地域上にのみ留まる3機の衛星によって米国のGPSを補完及び補強するために、計画が進められている、準天頂衛星システム (quasi-zenith satellite system; QZSS) と呼ばれるものがある。2010年に1機目が打ち上げられ、2013年には運用状態となった。
また、日本のものに限らず、軌道上の準天頂衛星と地上の管制制御ステーション群、そして受信局を含めた全体を指して「準天頂衛星システム」とも呼ばれる。

## 長所と短所
長所
- 天頂付近さえ開けていれば衛星からの信号が受信できる。このことは高層建築物の多い都市部で求められる要素である

短所
- 常に衛星による便益を受けるには3機以上の準天頂衛星が必要とされる
- 上の条件で必要とされる複数の準天頂衛星はまったく軌道面が異なるため、複数衛星の同時打ち上げはできない。また、軌道上予備の配置もやや課題を伴う
- 衛星が常に動いているために、指向性が強く求められるサービスでは、受信局が衛星を追尾する必要がある。無指向性のサービスであれば問題にならない
- 軌道高度が高いために、低軌道衛星やGPS衛星に比べて大きな電力を扱う大きな衛星を、打ち上げ能力の大きなロケットを用いて打ち上げなくてはならない

## 実用・計画例

### 準天頂衛星システム「みちびき」
米国製のGPSを補完する測位システムとして計画されたのが日本の準天頂衛星システムである。
複数の人工衛星を静止軌道で赤道面に対し傾けた軌道に投入することにより、常時日本上空で高仰角となるように少なくとも1機の衛星を滞空させることができる。
測位に加えて通信・放送を複合させたサービスを提供しようと、2002年に三菱電機や日立製作所等が出資して新衛星ビジネスが設立され、当初は官民で衛星を開発・運用することが計画された。しかし、複数の人工衛星が必要であるというコストの大きさに比べて、通信・放送ビジネスからの収益性の低さを最後まで解決できず、2006年3月に新衛星ビジネスは通信と放送の事業化断念を宣言した。一方で安全保障の観点から、日本独自に衛星測位の技術を取得しておく重要性が一部から叫ばれ、準天頂衛星は全額を国費で打ち上げる測位衛星としての位置づけに変わった。

### 北斗
中華人民共和国の衛星測位システムを構成する衛星群のうち、数基のIGSO衛星が準天頂軌道と似た真円軌道を巡っている。